# 金平猪屎豆
金平猪屎豆（学名：Crotalaria prostrata var. jinpingensis）为豆科猪屎豆属下的一个变种。

## 扩展阅读
- 維基物種上的相關：金平猪屎豆